# Lothar von Richthofen
Pour les articles homonymes, voir Richthofen.
Le baron Lothar Siegfried von Richthofen, né le 27 septembre 1894 à Breslau (Silésie prussienne, Empire allemand) et mort le 4 juin 1922 à Hambourg (sous la République de Weimar), est un pilote de chasse allemand de la Première Guerre mondiale.

## Famille et origines
Lothar von Richthofen est le troisième des quatre enfants de l'officier de cavalerie Albrecht Freiherr von Richthofen (1859–1920) et de Kunigunde née von Schickfus und Neudorff (1868–1962). Il est un descendant du prince Léopold Ier d'Anhalt-Dessau. Lothar von Richthofen est le frère cadet du plus célèbre des pilotes de chasse allemands de la Première Guerre mondiale, Manfred von Richthofen, le « Baron Rouge ».

## Guerre mondiale
Lorsque la guerre éclata, Lothar von Richthofen était à l'école de guerre de Dantzig. Il entra dans le conflit au sein de son régiment, le 4e régiment de dragons (pl).
Sur proposition de son frère, Lothar von Richthofen se fit muter dans l'armée de l'air (les Luftstreitkräfte) en 1915, et reçut la formation de pilote. Après avoir passé quelque temps dans une escadrille de bombardement, il entra dans l'escadrille de chasse Jasta 11 sous le commandement de son frère aîné en mars 1917.
Le 26 décembre 1917 Lothar et Manfred von Richthofen furent appelés en tant qu'observateurs du traité de Brest-Litovsk dans la ville biélorusse. Lothar von Richthofen resta ainsi en Biélorussie jusque mi-janvier 1918 avant de retourner dans la Jasta 11. 
Jusqu'à la fin de la guerre, il obtint 40 victoires aériennes, et passa pour l'un des pilotes de chasse les plus efficaces de la Première Guerre mondiale, plus efficace encore que son célèbre frère, au regard du nombre de victoires par mission.

## Après guerre
Le 5 juin 1919, Lothar von Richthofen épousa la comtesse Doris Katharina Margarete Magdalene von Keyserlingk à Cammerau (près de Schweidnitz, Silésie, alors sous la République de Weimar). Ils ont deux enfants : Carmen Viola (1920-1971) et Wolf Manfred (1922-2010).
En 1921 il trouva un emploi de simple pilote pour une compagnie de poste allemande, la « Deutschen Luft-Reederei ». C'est lors d'un vol le 4 juin 1922 entre Berlin et Hambourg que Lothar von Richthofen s'écrasa avec son avion dans le quartier Hambourg-Fuhlsbüttel lors de la procédure d'approche. Sa passagère, l'actrice américaine Fern Andra (1894-1974) survécut au crash, mais Lothar von Richthofen succomba le même jour à ses blessures.
Il fut enterré le 11 juin 1922 aux côtés de son père dans le cimetière militaire de Schweidnitz (province de Silésie, sous la République de Weimar). En 1945 la Pologne détruisit le cimetière. De nos jours un terrain de football se trouve à sa place.

## Décorations
- Insigne de pilote militaire
- Croix de fer (1914) 2e et 1re classe
- Ordre de Hohenzollern
- Croix « Pour le mérite »
- Ordre du Mérite de Bavière avec couronne et épées
- Croix Hanséatique

## Œuvres influencées par Lothar Von Richthofen

### Fiction
Von Richthofen est un des compagnons de Richard Francis Burton dans la saga littéraire de science-fiction Le Fleuve de l'éternité (Riverworld, 1966-1993) de Philip José Farmer.